# Daiki Nakashio
Daiki Nakashio (中塩 大貴 Nakashio Daiki?), född 8 juni 1997 i Saitama prefektur, är en japansk fotbollsspelare.
Nakashio började sin karriär 2020 i Ventforet Kofu.